# Walkerton
Walkerton é uma cidade  localizada no estado americano de Indiana, no Condado de St. Joseph.

## Demografia
Segundo o censo americano de 2000, a sua população era de 2274 habitantes.
Em 2006, foi estimada uma população de 2197, um decréscimo de 77 (-3.4%).

## Geografia
De acordo com o United States Census Bureau tem uma área de
4,5 km², dos quais 4,5 km² cobertos por terra e 0,0 km² cobertos por água. Walkerton localiza-se a aproximadamente 220 m acima do nível do mar.

## Localidades na vizinhança
O diagrama seguinte representa as localidades num raio de 20 km ao redor de Walkerton.

## Personalidades
- Harold Clayton Urey (1893-1981), prémio Nobel da Química de 1934